# Paklena potjera
Paklena potjera (engleski: Posse from Hell) je američki vestern iz 1961.

## Uloge
- Audie Murphy kao Banner Cole
- John Saxon kao Seymour Kern
- Zohra Lampert kao Helen Caldwell
- Vic Morrow kao Crip
- Robert Keith kao Jeremiah Brown
- Rodolfo Acosta (zabilježen kao Rudolph Acosta) kao Johnny Caddo
- Royal Dano kao "Uncle" Billy Caldwell
- Frank Overton kao Burt Hogan
- James Bell kao Mr. Benson
- Paul Carr kao Jock Wiley
- Ward Ramsey kao Marshal Isaac Webb
- Lee Van Cleef kao Leo
- Ray Teal kao upravitelj banke
- Forrest Lewis kao Dr. Welles
- Charles Horvath kao Hash
- Harry Lauter kao Russell
- Henry Wills kao Chunk
- Stuart Randall kao Luke Gorman
- Allan Lane kao Burl Hogan